# Strömberg (ätt)
Strömberg var namnet som bars av två efter varandra följande, befryndade svenska adelsätter, som numera är utslocknade.
Den första Strömbergätten uppstod då borgmästaren i Jönköping, Peder Gudmundsson (död 1655) adlades under detta namn den 7 oktober 1646 och introducerades på Riddarhuset 1647 med ättenummer 365. Denne Peder Strömberg var först gift med Anna Månsdotter som på mödernet var släkt med ätten Durell och med vilken han fick två söner. Hans andra hustru var Catharina Törnsköld, vars mor var ättling till Grubb och Bureätten och som enligt Anrep kunde hebreiska. Med henne fick han en ogift son Peder, som var överste, och tre döttrar. Äldsta dottern blev stammoder till ätten von Günthersberch, mellersta gifte sig von Vicken och yngsta till Ridderhielm.
Endast barnen i det senare äktenskapet erhöll rätt att ärva faderns adelskap eftersom första hustrun var ofrälse. Enligt ovan slöt Peder Strömberg själv sin ätt på svärdssidan 1655.
Ena sonen från första äktenskapet, rådmannen och postmästaren Jöns Pedersson tog sig efternamnet Brattman. Han var gift men hustruns namn är okänt. De fick fem söner som kallade sig Brattman, Nils, Alexander, Georg, David och Peter Brattman. Dessa adlades alla gemensamt den 22 december 1674 och fick därvid rätt att upptaga sin farfars adliga namn och vapen. Den nya ätten erhöll dock vid sin introduktion ett annat nummer än den tidigare: 870.
Av de fem bröderna stupade tre  - Georg, David och Peter - i slaget vid Lund den 4 december 1676. De återstående bröderna Nils och Alexander Strömberg upphöjdes båda í friherrlig värdighet 1699 under det nya namnet Stromberg varvid även den yngre ätten Strömberg upphörde.
En annan son från första äktenskapet blev stamfader för den 1719 adlade ätten Lindencrona som fortlever idag och därmed är den gren som i rakt nedstigande led stammar från Peder Gudmundsson.